# Ceylalictus malayensis
Ceylalictus malayensis là một loài Hymenoptera trong họ Halictidae. Loài này được Blüthgen mô tả khoa học năm 1934.